# Daniela Vega
Daniela Vega Hernández (ur. 3 czerwca 1989 w Santiago de Chile) – chilijska aktorka i śpiewaczka operowa. Zdobyła uznanie krytyków za główną rolę w „Fantastycznej kobiecie” (2017), w reżyserii Sebastiana Lelio, pierwszym filmie chilijskim, który zdobył Oscara dla najlepszego filmu nieanglojęzycznego. Jako pierwsza kobieta transpłciowa poprowadziła także galę rozdania Oscarów. W kwietniu 2018 roku została uznana przez magazyn Time jedną ze stu najbardziej wpływowych osób na świecie.

## Biografia

### Pierwsze lata
Daniela Vega urodziła się w San Miguel, w regionie Santiago. Jest najstarszą córką Igora Vegi, właściciela drukarni i Sandry Hernández, gospodyni domowej. Wkrótce po jej urodzeniu, rodzina przeniosła się do Ñuñoa, gdzie urodził się jej brat, Nicolas. W wieku 8 lat jeden z jej nauczycieli odkrył w niej talent do śpiewu operowego. Dzięki temu zaczęła występować w małych produkcjach w Santiago, co zadecydowało o jej zamiłowaniu do sztuki. W dzieciństwie, gdy chodziła do szkoły podstawowej i średniej, doświadczyła kilku epizodów dyskryminacji ze względu na swoją kobiecość.
W wieku 15 lat Vega zadeklarowała się jako transpłciowa kobieta i otrzymała wsparcie rodziny. Po ukończeniu szkoły średniej Daniela zaczęła zarabiać na życie jako stylistka w salonie kosmetycznym. W wolnym czasie, pomimo braku formalnego wykształcenia, zaangażowała się w lokalna scenę artystyczną.

### Kariera
Po wcześniejszych doświadczeniach w teatrach uniwersyteckich, w 2011 roku zagrała w inscenizacji Kobieta motyl, biografia transformacji Martina de la Parry, sztuce w formacie gabinetowym, częściowo opartej na jej życiu, utrzymującej się na afiszach chilijskich teatrów przez pięć lat. Tam też miała szansę śpiewać operowo i została odkryta dla kina.
W 2014 zyskała rozgłos biorąc udział w teledysku do piosenki «María» Manuela Garcii. W tym samym roku zadebiutowała w filmie La Visita w reżyserii Mauricio Lopeza Fernandeza. Film ten pozwolił jej podróżować na różne festiwale filmowe na całym świecie i dał jej pierwsze międzynarodowe nagrody jako aktorce filmowej. Nie porzucając pracy na scenie, w 2016 wzięła udział w produkcji Migranci, sztuce z aktorami i piosenkarzami na temat migracji jako «przejścia cielesnego, politycznego, seksualnego, poetyckiego i związanego z wiekiem», skomponowanej i wyreżyserowanej przez Sebastiana de la Cuesta, Rodrigo Leala i Cristiana Reyesa, inscenizacji, która miała drugi sezon w 2017.
W tym samym roku zagrała w chilijskim filmie Fantastyczna kobieta, do produkcji którego została zatrudniona jako doradczyni kulturalna w ramach procesu twórczego, ale ostatecznie reżyser, Sebastian Lelio, zaproponował jej główną rolę. Film miał premierę na 67 Międzynarodowym Festiwalu Filmowym w Berlinie i spotkał się z uznaniem krytyków, zwłaszcza za kreację Danieli. Uznanie dla jakości jej roli w filmie wywołało w mediach silne pogłoski o zasłużonej nominacji do Oscara dla najlepszej aktorki niektóre z nich zdecydowanie rekomendowały, by tak się stało.
16 lutego 2018 roku znalazła się na liście prezenterów 90 ceremonii rozdania Oscarów, by 4 marca 2018, stać się pierwszą osobą transpłciową w historii Oscarów, która otrzymała to wyróżnienie.
W 2018 potwierdzono jej udział w dwóch serialach telewizyjnych: Sfora, chilijskim serialu poświęconym przestępstwom na tle płciowym, wyreżyserowanym przez Argentynkę Lucię Puenzo (Wakolda), wyprodukowanym przez firmę Fabula, telewizję chilijską i brytyjski Fremantle dla Netflixa; oraz amerykańskiej produkcji Netflixa Opowieści z San Francisco, będącej aktualizacją oryginału z 1993, ponownie z Laurą Linney i Olimpią Dukakis w rolach głównych.

## Filmografia

### Kino
| Rok  | Tytuł                           | Rola         | Informacje                     | Przypisy | Przypisy | Przypisy |
| 2014 | La Visita                       | Elena        | Debiut filmowy                 | [ 23 ]   | [ 24 ]   |          |
| 2017 | Fantastyczna kobieta            | Marina Vidal |                                | [ 25 ]   | [ 26 ]   | [ 27 ]   |
| 2018 | Un domingo de julio en Santiago | Pamela       |                                | [ 28 ]   | [ 29 ]   |          |
| 2019 | Es la noche el desamparo        | Gabriela     | Krótkometrażowy film fabularny | [ 28 ]   | [ 30 ]   |          |
| 2021 | Futura                          | Lucya        | Europejski debiut filmowy      | [ 31 ]   |          |          |

### Telewizja
| Rok  | Tytuł                   | Rola                   | Informacje                 | Przypisy |
| 2019 | Historie San Francisco  | Ysela                  | 3 odcinki                  | [ 32 ]   |
| 2020 | Sfora                   | Elisa Murillo          | Główna obsada, 16 odcinków | [ 33 ]   |
| 2021 | The Power               | Hermana María          | Główna obsada              |          |
| 2022 | Baśń o zaklętej miłości | Czarownica / Zakochana | Główna obsada, 6 odcinków  |          |
| 2022 | La rebelión             | Jana                   | Glówna obsada              | [ 34 ]   |

## Nagrody i nominacje
| Rok  | Nagroda                                                            | Kategoria                                             | Film                 | Wynik        | Przypisy |
| 2018 | Platynowe Nagrody                                                  | Platyna za najlepszy występ kobiecy                   | Fantastyczna kobieta | Zwyciężczyni | [ 35 ]   |
| 2018 | Nagrody Celeuche                                                   | Najlepsza aktorka pierwszoplanowa w filmie fabularnym | Fantastyczna kobieta | Zwyciężczyni | [ 36 ]   |
| 2018 | Międzynarodowy Festiwal Filmowy w Palm Springs                     | Najlepsza aktorka w filmie zagranicznym               | Fantastyczna kobieta | Zwyciężczyni | [ 37 ]   |
| 2017 | Międzynarodowy Festiwal Nowego Kina Latynoamerykańskiego w Hawanie | Najlepsza aktorka                                     | Fantastyczna kobieta | Zwyciężczyni | [ 38 ]   |
| 2017 | Iberoamerykańska Nagroda Filmowa Fenix                             | Najlepsza aktorka                                     | Fantastyczna kobieta | Zwyciężczyni | [ 39 ]   |
| 2017 | Festiwal Filmowy w Limie                                           | Nagroda Jury dla najlepszej aktorki                   | Fantastyczna kobieta | Zwyciężczyni | [ 40 ]   |
| 2015 | Spotkanie kina Ameryki Południowej w Marsylii                      | Najlepsza aktorka                                     | La Visita            | Zwyciężczyni | [ 41 ]   |